# Фёдоров, Пётр Николаевич
Пётр Николаевич Фёдоров — украинский астроном, специалист по астрометрии и кинематика Галактики, известный своими работами по составлению звёздного каталога XPM и по определению инерционной системы координат в Галактики. Заведующий лабораторией астрометрии Харьковской обсерватории. Лауреат Премии НАН Украины имени Е. П. Федорова за цикл работ «Каталоги звёздных данных как инструменты астрономических исследований».

## Биография
В 1977 году Пётр Фёдоров окончил физический факультет ХГУ им. А. М. Горького и был распределён в Николаевскую астрономическую обсерваторию, где в 1977—1995 работал на должностях от стажёра-исследователя до старшего научного сотрудника. В 1986 защитил кандидатскую диссертацию «Боковая рефракция в дневных наблюдениях».
С 1981 Фёдоров — один из руководителей горной астрономической станции на Кавказе. Под руководством Фёдорова установлен меридианный инструмент Струве-Эртеля, с помощью которого в 1981—1991 проводились дневные наблюдения Солнца, Венеры и Меркурия.
С 1995 Фёдоров работает в Харьковской обсерватории старшим научным сотрудником, и. о. заведующего отделом, заведующим отделом, заведующим лабораторией астрометрии. 2012 защитил докторскую диссертацию «Каталог ХРМ как независимая реализация внегалактической опорной системы координат в оптическом и ближнем инфракрасном диапазонах». В том же году получил премию НАН Украины имени Е. П. Фёдорова, названную в честь своего однофамильца, киевского астрометриста Евгения Павловича Фёдорова.
С 2003 Фёдоров преподаёт курс астрометрии на кафедре астрономии ХНУ. С 2004 он доцент кафедры астрономии, а с 2013 — профессор кафедры астрономии.

## Награды и звания
- Премия НАН Украины имени Е. П. Фёдорова за цикл работ «Каталоги звёздных данных как инструменты астрономических исследований» (2012)[1]